# Сінгурень (комуна)
Сінгурень, Сінгурені (рум. Singureni) — комуна у повіті Джурджу в Румунії. До складу комуни входять такі села (дані про населення за 2002 рік):
- Крингурі (885 осіб)
- Стежару (869 осіб)
- Сінгурень (1782 особи) — адміністративний центр комуни

Комуна розташована на відстані 25 км на південний захід від Бухареста, 37 км на північ від Джурджу.

## Населення
За даними перепису населення 2002 року у комуні проживали 3536 осіб.
Національний склад населення комуни:
| Національність | Кількість осіб | Відсоток |
| -------------- | -------------- | -------- |
| румуни         | 3374           | 95,4%    |
| цигани         | 159            | 4,5%     |
| турки          | 3              | 0,1%     |

Рідною мовою назвали:
| Мова      | Кількість осіб | Відсоток |
| --------- | -------------- | -------- |
| румунська | 3534           | 99,9%    |
| циганська | 1              | < 0,1%   |
| турецька  | 1              | < 0,1%   |

Склад населення комуни за віросповіданням:
| Релігія       | Кількість осіб | Відсоток |
| ------------- | -------------- | -------- |
| православні   | 3523           | 99,6%    |
| адвентисти    | 7              | 0,2%     |
| римо-католики | 3              | 0,1%     |
| мусульмани    | 3              | 0,1%     |